# Jahrbücher für Geschichte Osteuropas
Jahrbücher für Geschichte Osteuropas (с нем. — «Ежегодник по истории Восточной Европы»; до 1935 Jahrbücher für Kultur und Geschichte der Slaven, с нем. — «Ежегодник по культуре и истории славян») — ежеквартальный рецензируемый научный журнал, основанный в 1924 году и посвящённый истории Восточной Европы. Основное внимание уделяется территориям ранее входившим в состав Российской империи и СССР. Издаётся научным издательством «Franz Steiner Verlag».

## История
Журнал был основан в 1924 году под названием «Jahrbücher für Kultur und Geschichte der Slaven» (с нем. — «Ежегодник по культуре и истории славян») и издавался Институтом Восточной Европы в Бреслау под редакцией Э. Ханиша (в 1935 совместно с Х. Иберсбергером). Он был первым немецкоязычным научным журналом, охватывающим широкий круг вопросов, посвящённых Восточной Европе.
После того как в 1935 году в Мюнхене был создан журнал «Südostdeutsche Forschungen» (с нем. — «Исследования Юго-Восточной Германии») «Jahrbücher für Kultur und Geschichte der Slaven» в том же году сменил своё название на «Jahrbücher für Geschichte Osteuropas» (с нем. — «Ежегодник по истории Восточной Европы»), сохранив своё направление, и выпускался под редакцией Х. Иберсбергера. В 1941 году журнал перестал издаваться, а в 1945 году был ликвидирован и сам институт в Бреслау.
В 1952 году в Мюнхене был создан Институт Восточной Европы, который продолжил традиции одноимённого института в Бреслау, и в следующем 1953 году он возобновил выпуск журнала с тем же названием, но с новой нумерацией томов. Он продолжал публиковать статьи по актуальным проблемам Восточной Европы, при этом центральное место в нём занимала история России. Издавался мюнхенским издательством «Isar Verlag». Редактором журнала являлся директор Института Восточной Европы Г. Кох, а после смерти в 1959 году последнего, его в том же году (том 7, вып. 3) заменил А. Адамчик.
С 1961 года (том 9, вып. 1) журнал стал издаваться в Висбадене научным издательством «Otto Harrassowitz Verlag», а его редактором стал Г. Штадтмюллер. В 1960-х годах в издании также произошёл ряд кадровых преобразований. В частности в 1963 году редакция журнала была отделена от руководства института. Достаточно широкие полномочия были переданы профессору истории Восточной Европы Кёльнского университета Г. Штёклю, который с 1966 года являлся редактором журнала. Редакционный совет, состоявший изначально из представителей немецкоязычного научного сообщества, постепенно перешёл на международный уровень, и ныне в него входят учёные как из Германии, Австрии и Швейцарии, так и из США, России и Великобритании. Впоследствии журнал стал одним из ведущих научных журналов, посвящённым славистике.
С 1973 года до нынешнего времени журнал издаёт научное издательство «Franz Steiner Verlag». С 1992 года редактором был Э. Хёш, с 2005 — Х. Альтрихтер, А. Каппелер и М. Шульце-Вессель, а с 2010 — М. Шульце-Вессель совместно с Н. Дитмаром.

## Ответственные редакторы
Jahrbücher für Kultur und Geschichte der Slaven
- 1924—1934 — Э. Ханиш
- 1935 — Э. Ханиш, Х. Иберсбергер[нем.]

Jahrbücher für Geschichte Osteuropas
- 1936—1941 — Х. Иберсбергер
- 1953—1959 — Г. Кох
- 1959—1960 — А. Адамчик[нем.]
- 1961—1965 — Г. Штадтмюллер[нем.]
- 1966—1991 — Г. Штёкль[нем.]
- 1992—2004 — Э. Хёш[нем.]
- 2005—2010 — Х. Альтрихтер[нем.], А. Каппелер, М. Шульце-Вессель
- 2010 — н. в. — М. Шульце-Вессель, Н. Дитмар[нем.]

## Рецензии
- Нагорная О. С. Jahrbücher für Geschichte Osteuropas. 2015. Bd. 63. H. 4: Feldherren und Soldaten — Russische Konzeptionen des Kriegshelden im 19. und frühen 20. Jahrhundert / Hrsg. D. Neutatz, R. Nachtigal // Ab Imperio. — Казань, 2016. — № 3. — С. 429—434. — ISSN 2164-9731.
- Пашуто В. Т. Средневековая Русь в журнале «Jahrbücher für Geschichte Osteuropas» // Вопросы истории. — М., 1982. — № 4. — С. 152—158. — ISSN 0042-8779.
- Anweiler O.[нем.]. München und Moskau 1918/1919. Zur Geschichte der Rätebewegung in Bayern (Jahrbücher für Geschichte Osteuropas, Beiheft 4), by Helmut Neubauer (нем.) // Osteuropa. — Berliner Wissenschafts-Verlag[англ.], 1960. — Bd. 10, Nr. 6. — S. 463—464. — ISSN 2509-3444.
- Spuler B. Die Gesetzgebende Kommission Katharinas II. Ein Beitrag zur Geschichte des Absolutismus in Rußland. (Jahrbücher für Geschichte Osteuropas, Beiheft 2.), by Georg Sacke (нем.) // Vierteljahrschrift für Sozial- und Wirtschaftsgeschichte[нем.]. — Franz Steiner Verlag, 1941. — Bd. 34, H. 1. — S. 115—116. — JSTOR 20727317.
- Spuler B. Diestaats- und völkerrechtlichen Grundlagen der moskauischen Außenpolitik (14. bis 17. Jahrhundert). (Jahrbücher für Geschichte Osteuropas, Beiheft 1.), by Hedwig Fleischhacker (нем.) // Vierteljahrschrift für Sozial- und Wirtschaftsgeschichte. — Franz Steiner Verlag, 1941. — Bd. 34, H. 1. — S. 115. — ISSN 2365-2136. — JSTOR 20727316.
- Thaden E. C. Kleine Völker in der Geschichte Osteuropas: Festschrift für Günther Stökl zum 75. Geburtstag. Beiheft 5, Jahrbücher für Geschichte Osteuropas. Eds. Manfred Alexander, Frank Kampfer and Andreas Kappeler. Stuttgart: Franz Steiner Verlag, 1991 (англ.) // Slavic Review. — AAASS, 1992. — Vol. 51, iss. 3. — P. 608—609. — ISSN 0037-6779.
- Tormin W.[нем.]. München und Moskau 1918/1919. Zur Geschichte der Rätebewegung in Bayern. Jahrbücher für Geschichte Osteuropas, Beiheft 4, by Helmut Neubauer (нем.) // Vierteljahrschrift für Sozial- und Wirtschaftsgeschichte. — Franz Steiner Verlag, 1960. — Bd. 47, H. 4. — S. 561. — ISSN 2365-2136.
- Wandycz P. S.[пол.]. «Die Südostgebiete Polens zur Zeit der deutschen Verwaltung (Juni 1941 — Juni 1943). Verwaltung und Nazionalitätenprobleme» Jahrbücher für Geschichte Osteuropas, Vol. XVI, No. 3 by Stefan Mękarski (англ.) // The Polish Review[англ.]. — University of Illinois Press on behalf of the PIASA, 1969. — Vol. 14, no. 2. — P. 115.
- Wolf Günther Contius. Südostforschungen. Band XI (1946/52), by Fritz Valjavec; Jahrbücher für Geschichte Osteuropas. Neue Folge. Band 1, Heft 1, by Hans Koch (нем.) // Osteuropa. — Berliner Wissenschafts-Verlag[англ.], 1953. — Bd. 3, Nr. 4. — S. 317—319. — JSTOR 44898999.